# Die Gartenwelt

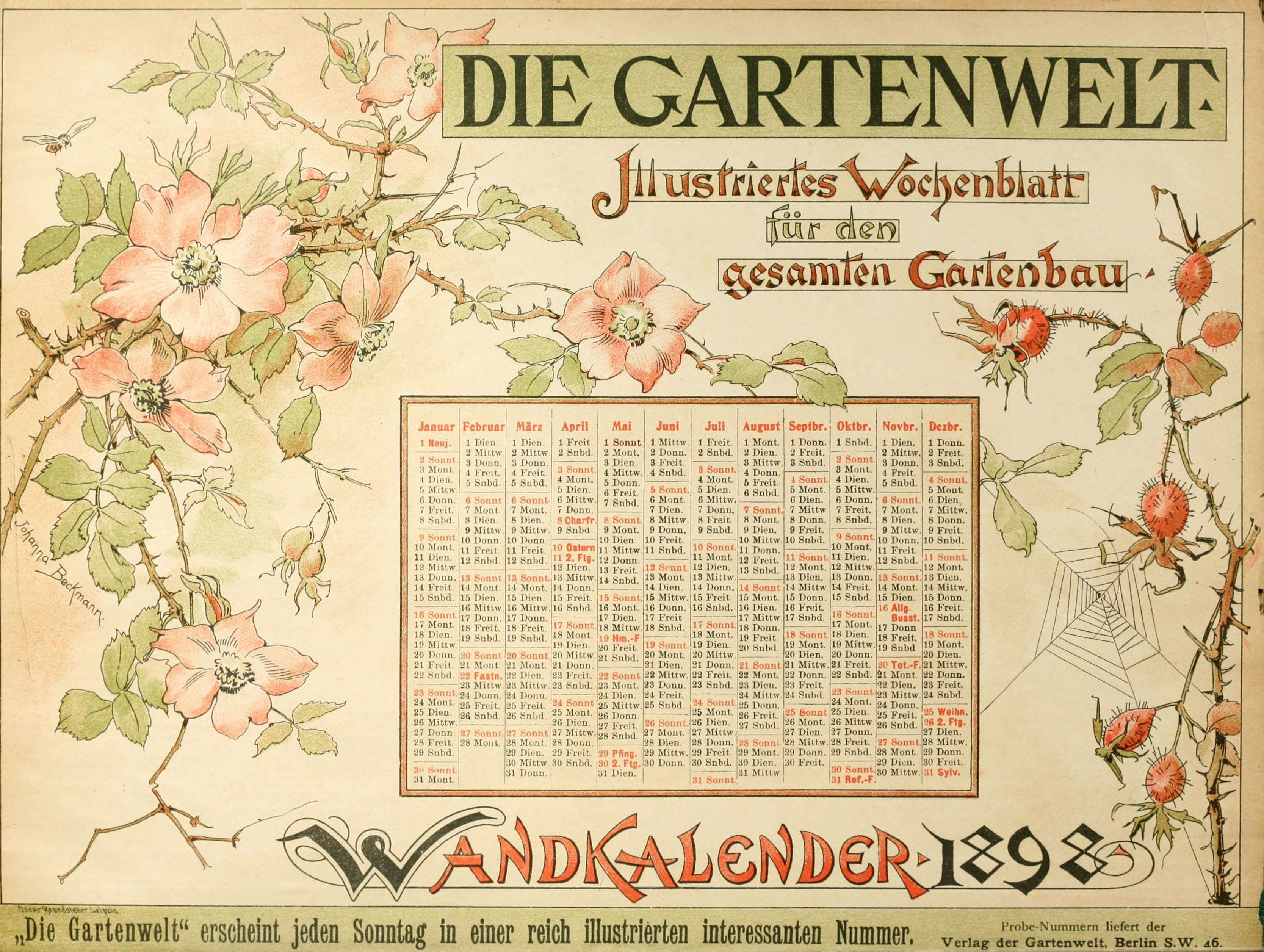
Calendrier de l'année 1898, paru en 1897 dans Die Gartenwelt.

Die Gartenwelt est un périodique allemand consacré au jardin fondé par Max Hesdörffer (1863-1920) en 1897 à Berlin et publié par Gustav Schmidt. Cet hebdomadaire est sous-titré comme Illustriertes Wochenblatt für den gesamten Gartenbau (Hebdomadaire illustré pour l'horticulture). Il a paru indépendamment de 1897 à 1933, année où il a fusionné avec Der Blumen- und Pflanzenbau (1934-1944). Il traite aussi bien de plantes et de fleurs, que du jardinage paysager, du verger et du potager, des insectes et des animaux utiles ou nuisibles, des nouvelles variétés y compris les plantes exotiques (notamment les orchidées et les palmiers) ou aquatiques, ainsi que la lutte contre les maladies. Il contient aussi une rubrique de questions-réponses.
Il est illustré de lithographies d'après des peintures de spécialistes des fleurs par saison, ainsi que de photographies et vignettes en gravure.

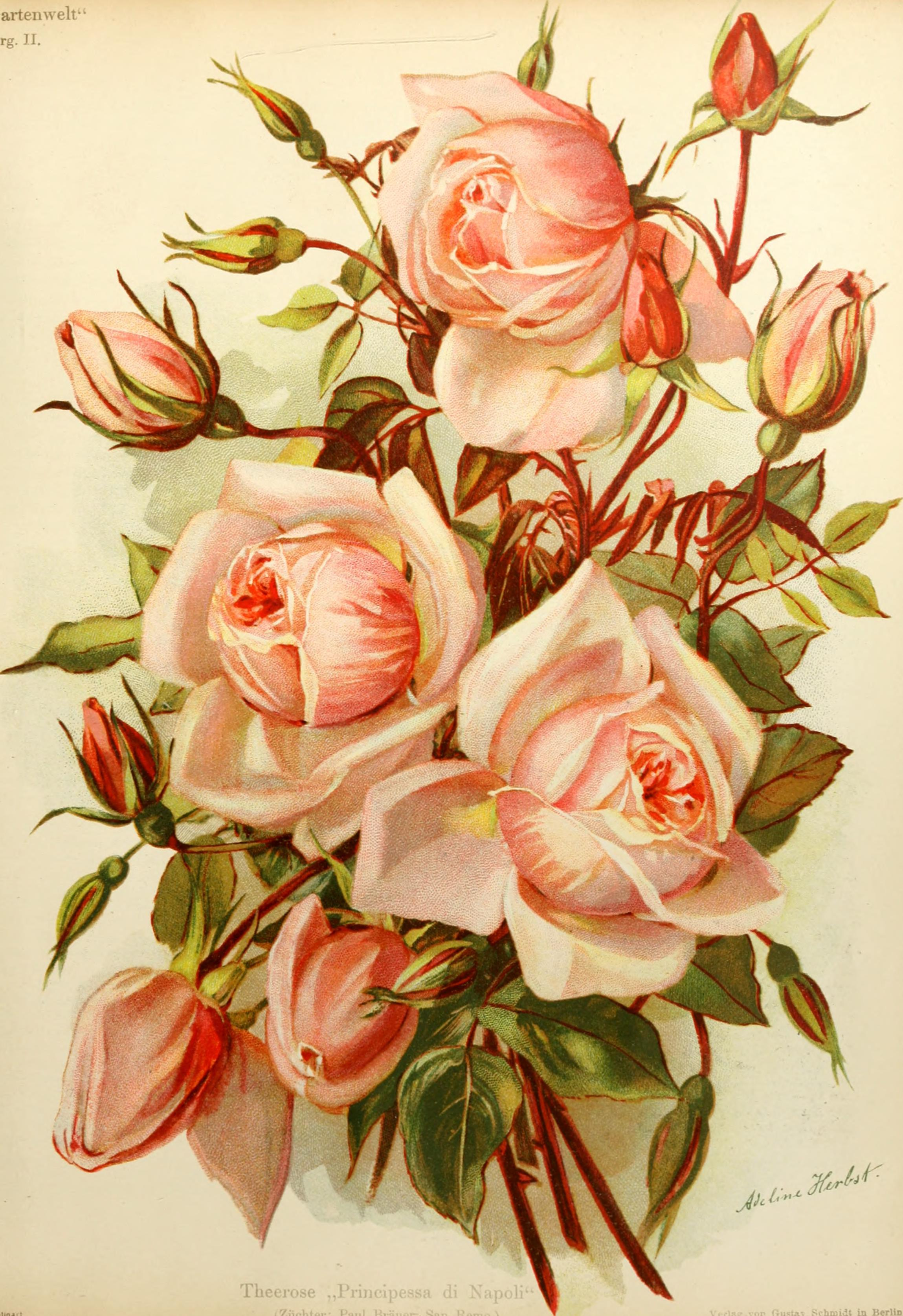
Illustration d'Adeline Herbst parue en 1898 dans Die Gartenwelt, rose 'Principessa di Napoli' (rose thé de Paul Braüer).
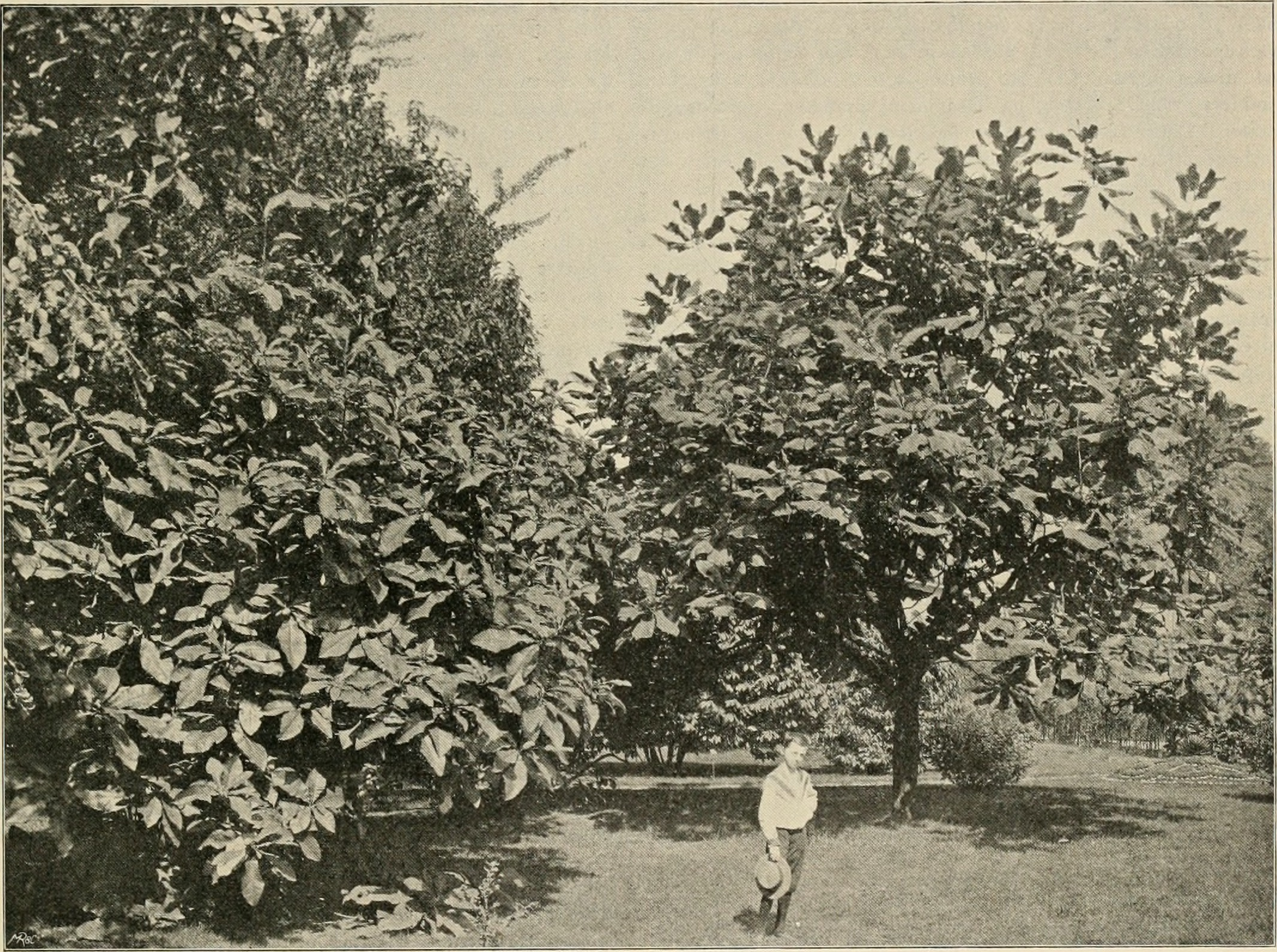
Photographie de magnolias (1900).
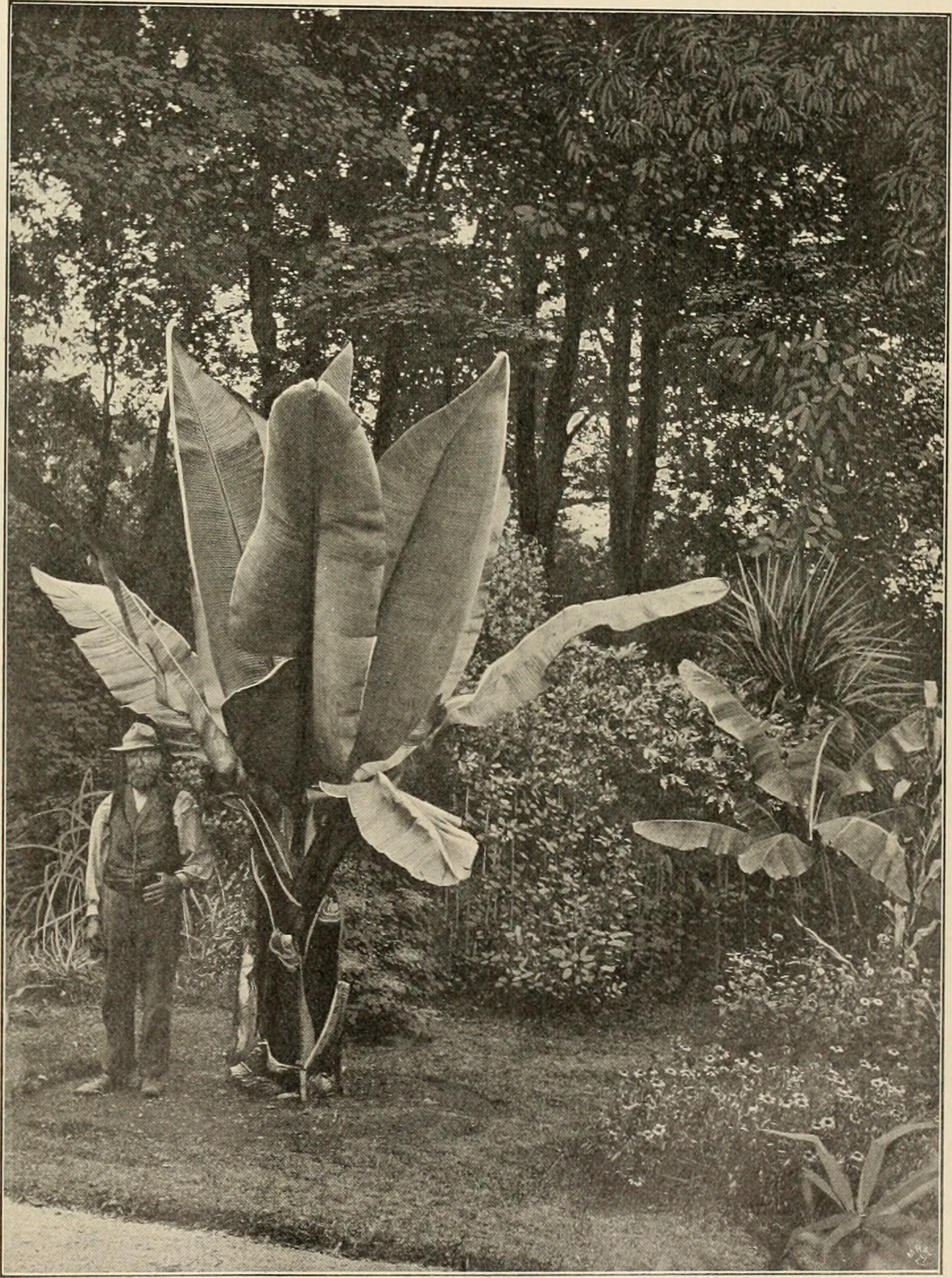
Photographie d'un bananier parue en 1901 dans Die Gartenwelt.
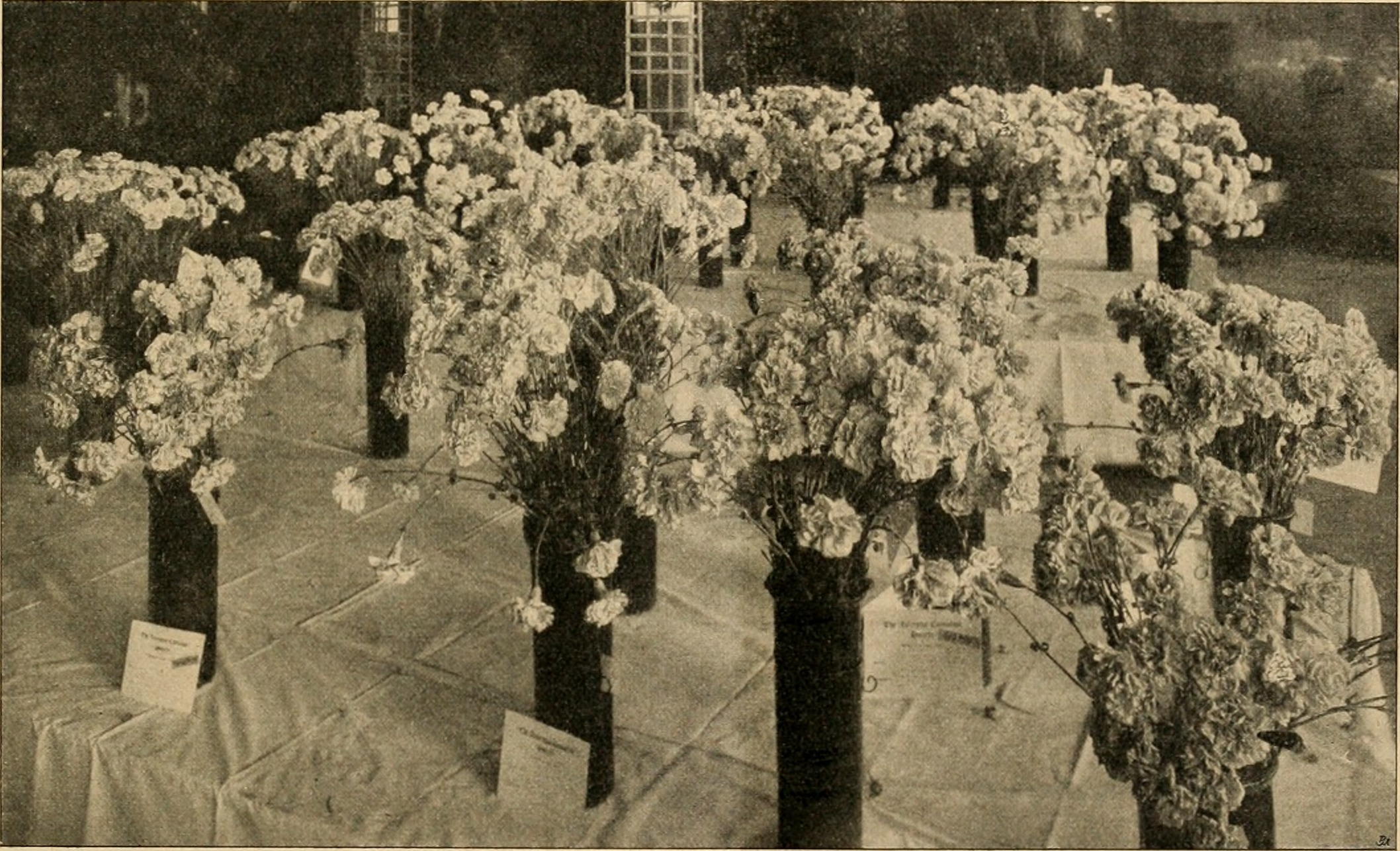
Photographie d'une exposition d'œillets à Boston en 1911.
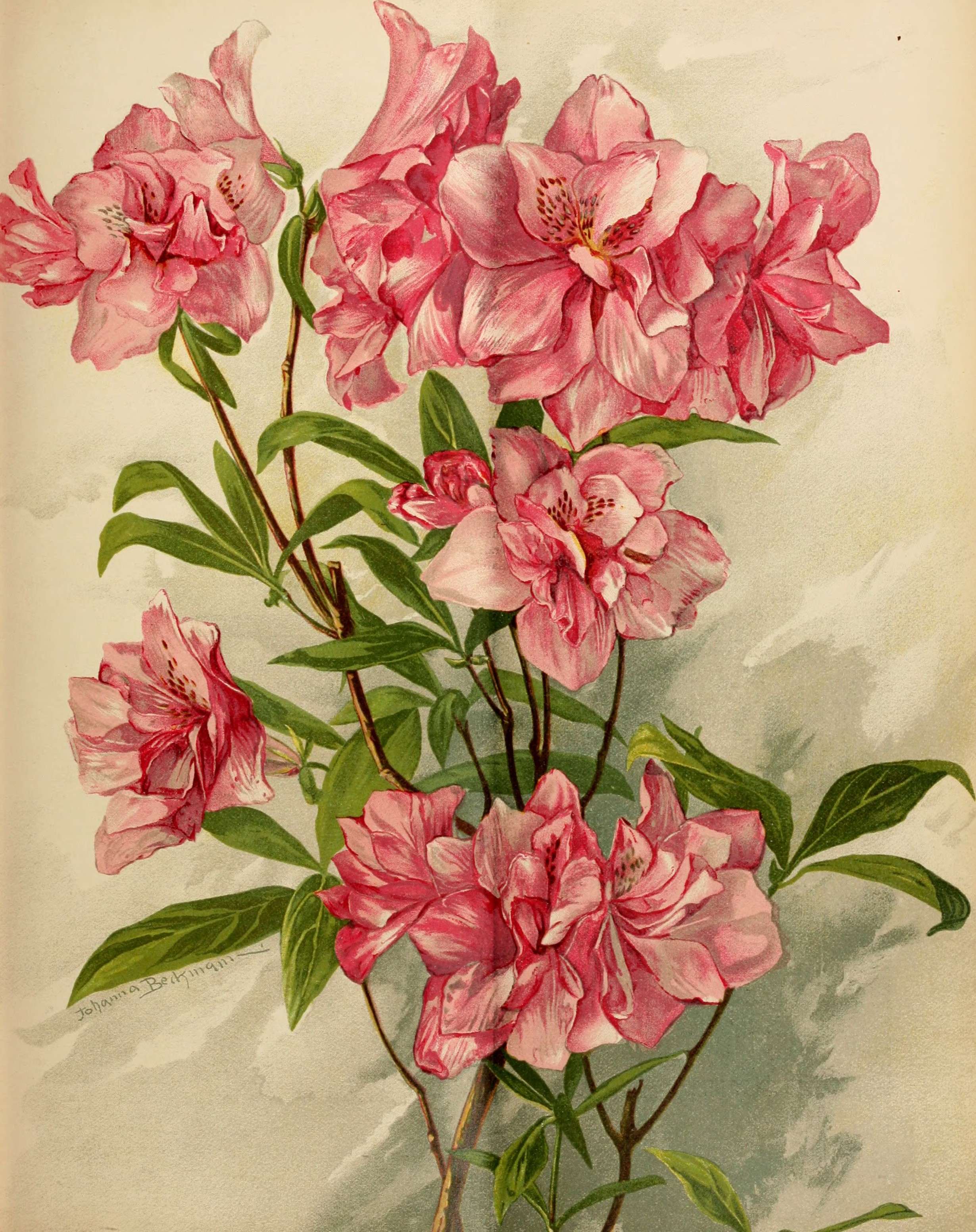
Illustration par Johanna Beckmann (1868-1941) en 1912.
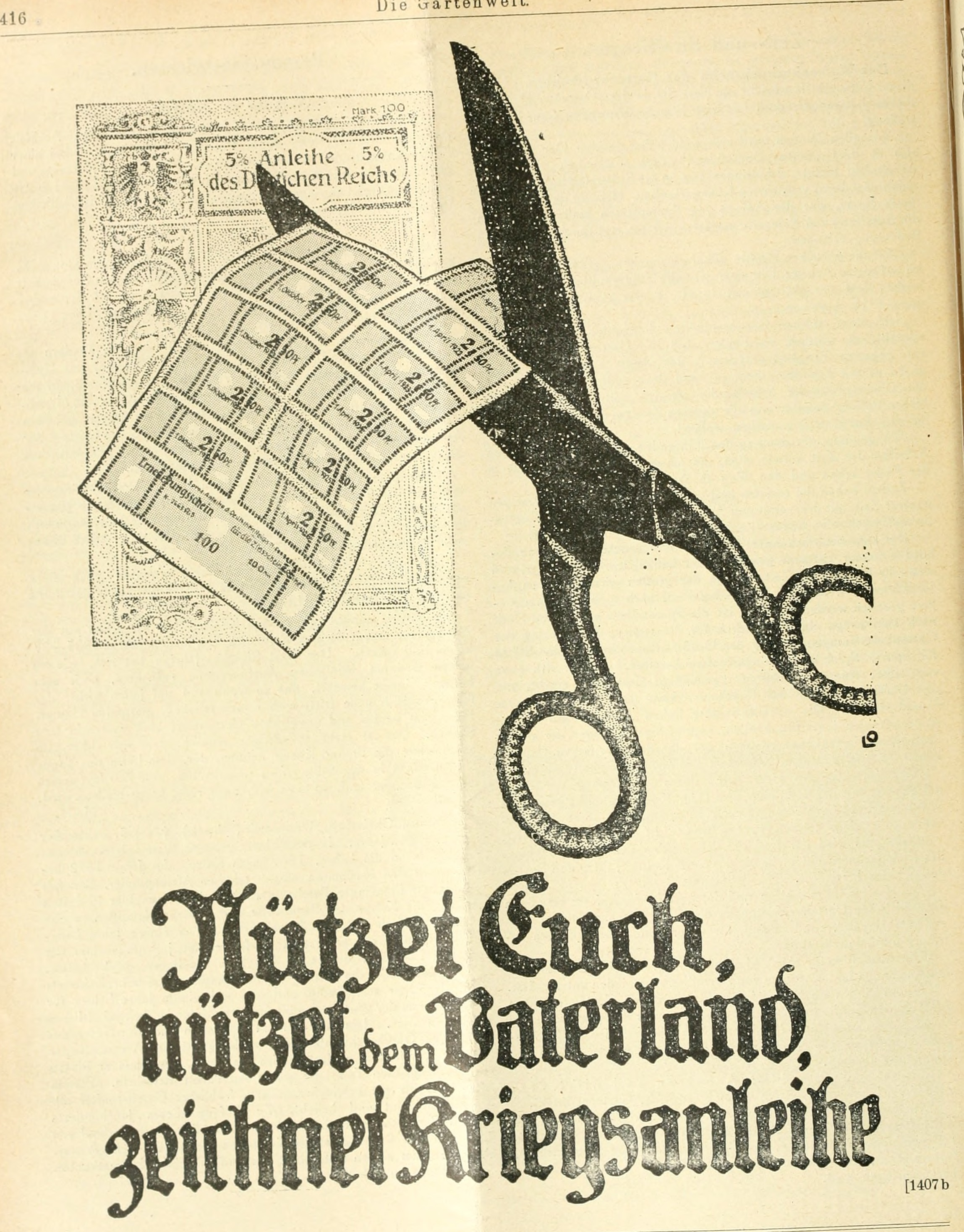
Parution en 1917: Soyez utiles pour vous, soyez utiles à votre patrie, souscrivez à l'emprunt de guerre.
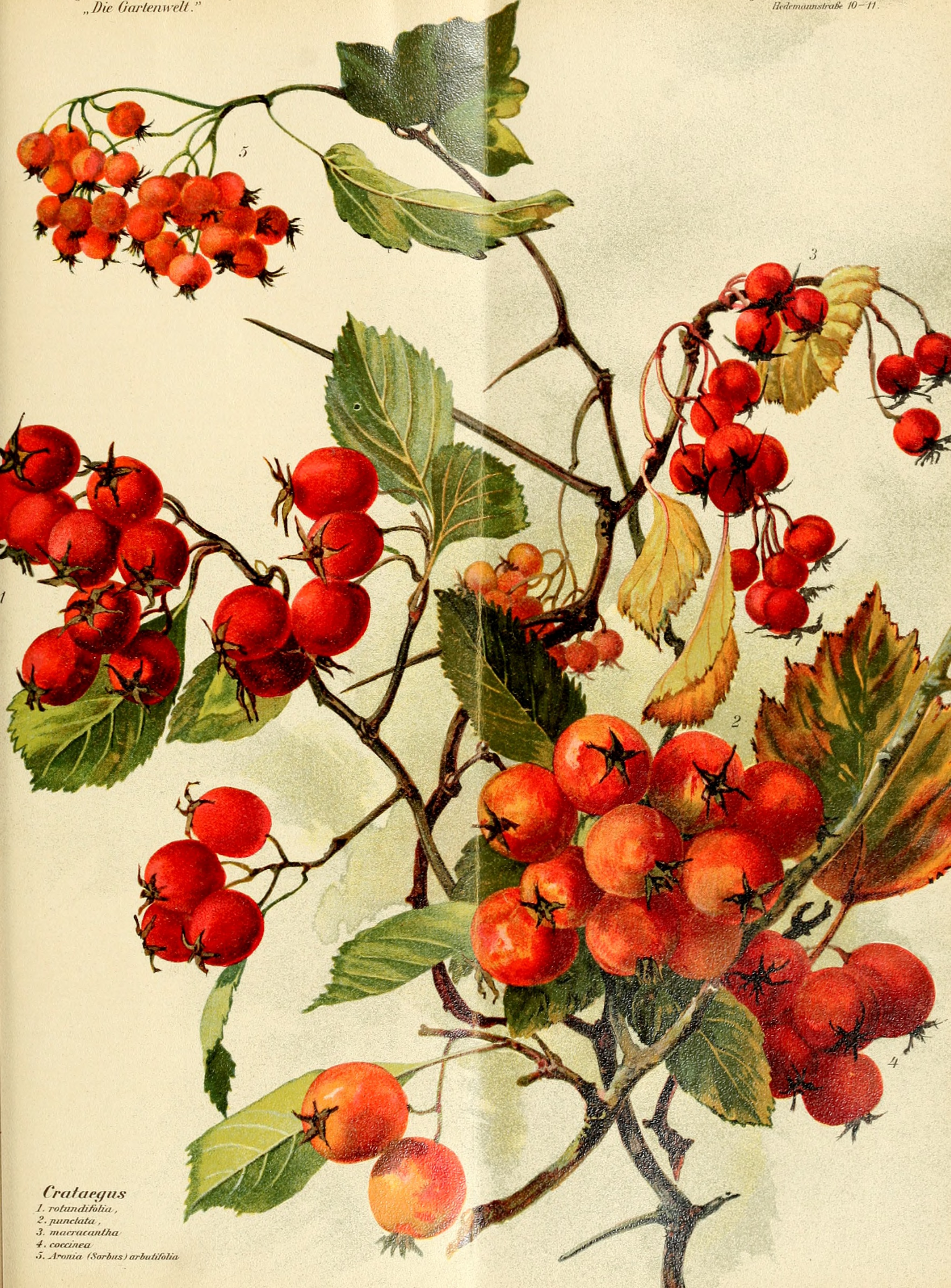
Illustration de fruits d'aubépines (1918).